# Immerseiben

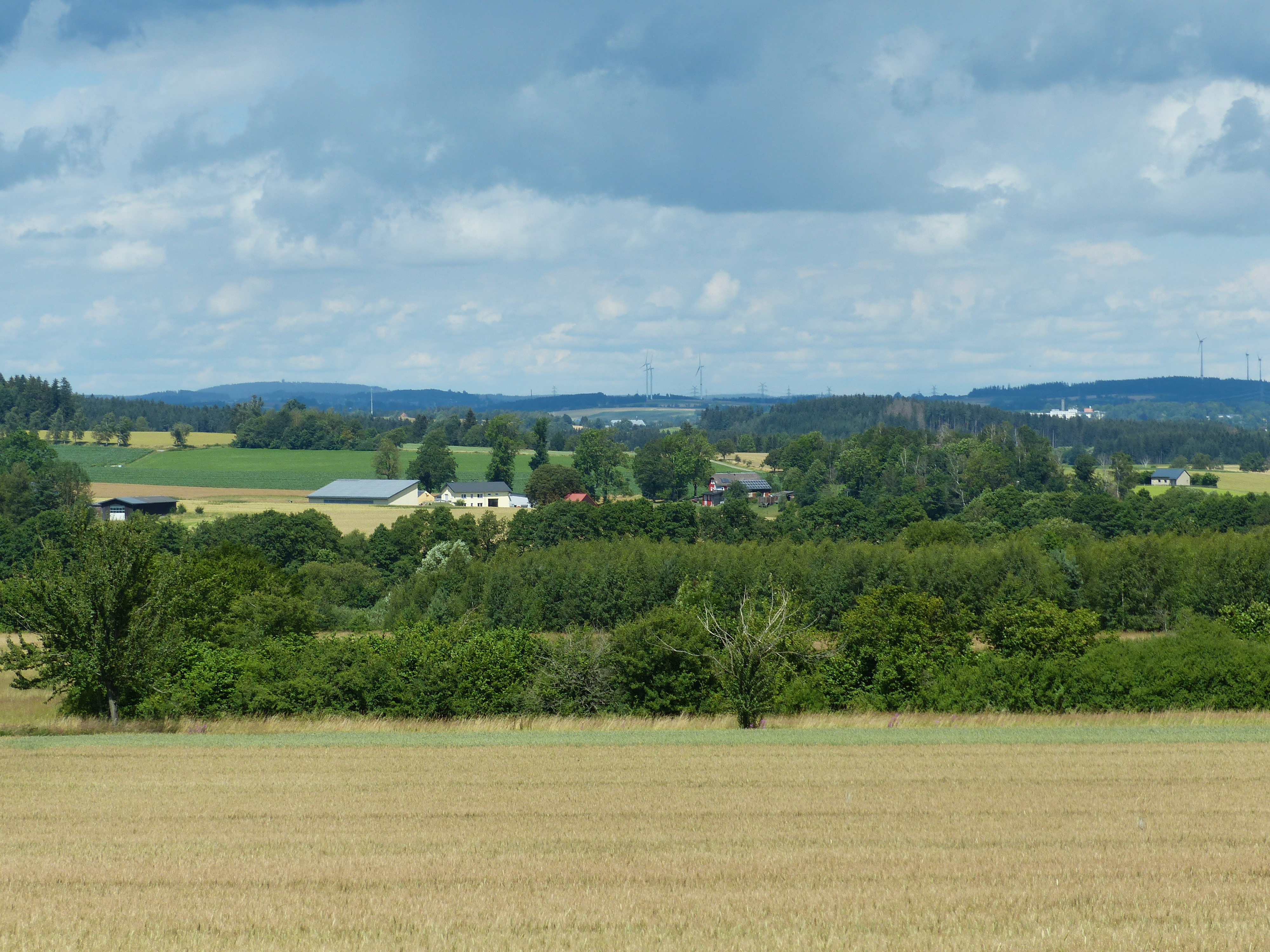
Teilansicht der Immerseiben

Immerseiben ist ein Gemeindeteil des Marktes Sparneck im Landkreis Hof (Oberfranken, Bayern). Immerseiben liegt in der Gemarkung Sparneck.

## Geografie
Der Weiler liegt westlich der Sächsischen Saale und ist überwiegend von Acker- und Grünland umgeben. Im Nordwesten steigt das Gelände zum Schachtelberg (591 m ü. NHN) an. Eine Gemeindeverbindungsstraße führt am Immershof vorbei nach Grohenbühl (0,4 km nördlich) bzw. zur Kreisstraße HO 19 beim Schnackenhof (1,3 km westlich). Eine weitere Gemeindeverbindungsstraße führt zur HO 19 bei Erbsbühl (1,3 km westlich) bzw. nach Sparneck zur Kreisstraße HO 18 (1,5 km nordöstlich). Der Saaleradweg führt an Immerseiben vorbei und verwendet hier Streckenteile der stillgelegten Bahnstrecke Münchberg–Zell.

## Geschichte
Immerseiben bildete eine Realgemeinde mit Immershof und Grohenbühl. Bewohner von Immerseiben oder vom Immershof werden ab 1591 genannt. Der Immershof hat seine Ursprünge als herrschaftliche Schäferei des Schlosses Stockenroth und ist ab 1713 urkundlich fassbar. Nachweise für Grohenbühl gibt es ab dem Jahr 1771. Gegen Ende des 18. Jahrhunderts bestand Immerseiben aus vier Anwesen (2 Viertelhöfe, 1 Tropfhaus, 1 Häuslein). Die Hochgerichtsbarkeit sowie die Dorf- und Gemeindeherrschaft stand dem bayreuthischen Amt Stockenroth zu. Das Kastenamt Stockenroth war Grundherr sämtlicher Anwesen.
Von 1797 bis 1810 unterstand Immerseiben dem Justiz- und Kammeramt Münchberg. Infolge des Ersten Gemeindeedikts wurde Immerseiben dem 1812 gebildeten Steuerdistrikt Sparneck und der zugleich entstandenen Ruralgemeinde Sparneck zugeordnet.

### Einwohnerentwicklung
| Jahr      | 1812  | 1861   | 1871   | 1885   | 1900   | 1925   | 1950   | 1961   | 1970   | 1987  |
| Einwohner | 35    | 42     | 31     | 24     | 24     | 25     | 29     | 21     | 12     | 12    |
| Häuser    | 7     |        |        | 4      | 5      | 5      | 5      | 4      |        | 4     |
| Quelle    | [ 7 ] | [ 10 ] | [ 11 ] | [ 12 ] | [ 13 ] | [ 14 ] | [ 15 ] | [ 16 ] | [ 17 ] | [ 1 ] |

## Religion
Immerseiben ist bis heute St. Vitus (Sparneck) gepfarrt und evangelisch-lutherisch geprägt.